# タイタニック2号

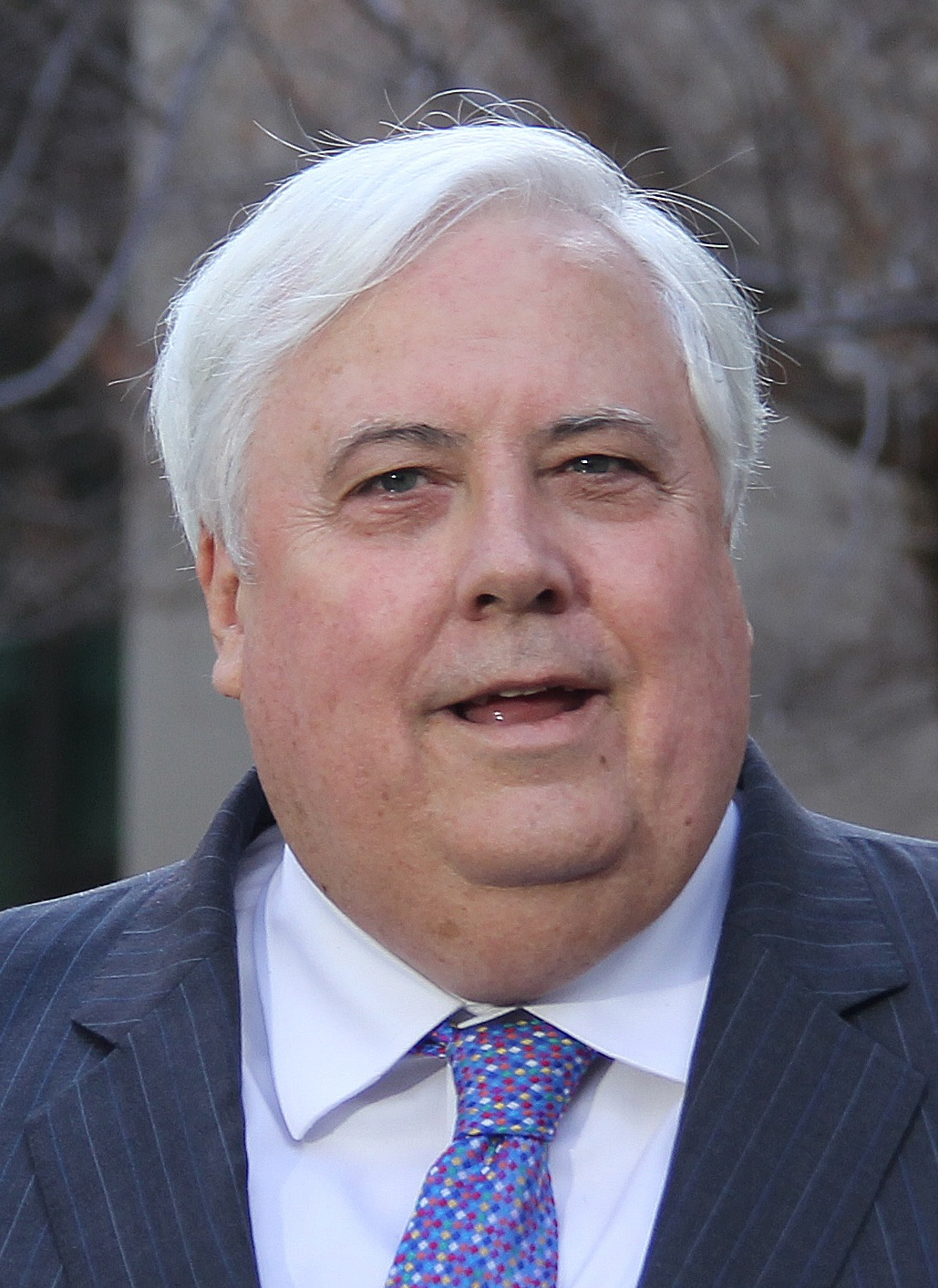
クライブ・パーマー

タイタニック2号（タイタニックにごう、英語表記：Titanic II、タイタニック・ツー）は、20世紀初頭に建造されて北大西洋上で氷山に接触して沈没した豪華客船RMSタイタニックの、レプリカとして考案・計画されている遠洋定期船である。

## 概要
2012年4月30日に、オーストラリアの資産家であるクライブ・パーマー氏によってタイタニック2号（Titanic II）の建造プロジェクトが発表された。タイタニック2号は、パーマー氏が所有するクルーズ会社、ブルー・スター・ライン（Blue Star Line）のフラッグシップ客船として位置付けられることが決定した。処女航海は、タイタニック号が沈没してから104年後にあたる2016年で、サウサンプトンからニューヨーク間のルートを予定しているとされていた。
設計については、フィンランドのデルタマリン社が担当、中国の国営造船会社である長江航運集団金陵造船所（中国外運長航集団船舶重工金陵造船所）が建造を請け負うことで、同年に契約締結がなされた。しかし、その後の業界団体の調査で、造船所側に豪華客船を建造する技術も能力もないことが判明。建造計画はスタート時点から頓挫状態となった。2016年2月15日の中国紙・現代快報の報道によれば「初航海は2018年」とする一部のメディア報道に対して造船所の関係者は「まだ着工していない。18年に出航できるかは未知数だ」と述べたとされる。
2018年9月にクライブ・パーマーが率いる海運会社「ブルースターライン」は計画を再開し、2022年にも初航海する予定だと発表している。しかしそれ以来2023年7月現在までブルースターラインのウェブサイトの更新はない。

## 以前のプロジェクト

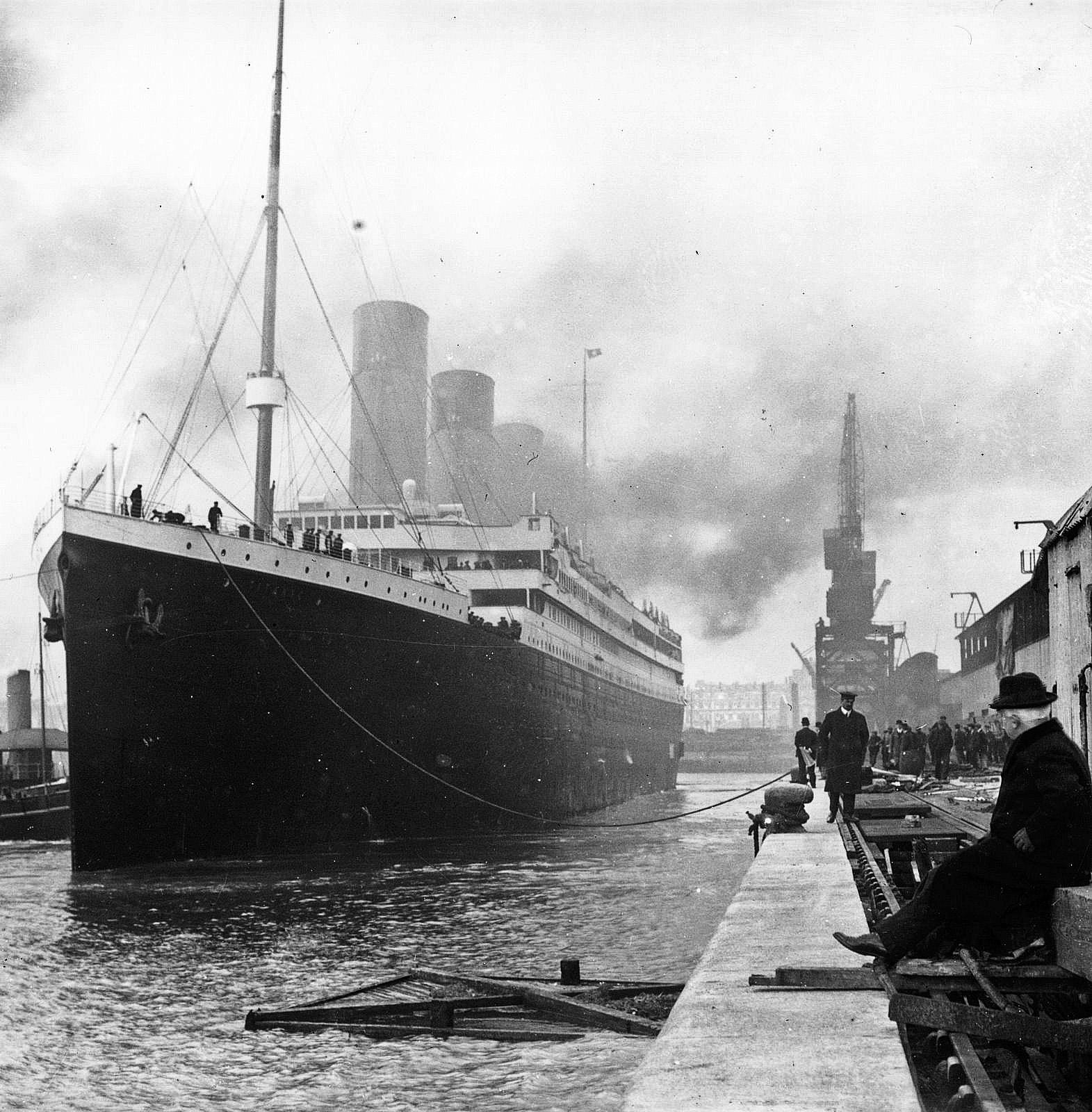
The original in 1912.

1997年に公開されたジェームズ・キャメロン監督の映画をきっかけに、タイタニック号の機能的なレプリカの構想は何度か検討されてきた。最も広く知られているのは、1998年に南アフリカの実業家サレル・グースが行ったプロジェクトである。1998年に始まった南アフリカのプロジェクトは、同年9月にポピュラー・メカニクス誌に掲載された記事の一つである。記事では、安全かつ経済的に存続可能な船を作るために必要なオリジナルデザインへの変更点として、リベット留めではなく溶接された船体、蒸気機関に代わるディーゼル電気推進、球根状の船首などが取り上げられた。記事は、さまざまなタイタニック再生プロジェクトには4億ドルから6億ドルの費用がかかるものの、経済的には実現可能であると結論づけている。
当初はダーバンでの建造を目指していたが、2000年6月にベルファスト市議会に5億ポンドの提案を行った。船の設計はオルセン・デザインズ社に依頼し、ハーランド・アンド・ウォルフ社のテクニカル・サービス社がフィージビリティ・スタディを作成し、コールコットアンダーソン社がインテリアデザインを担当した。2000年11月には、政府の助成金や株式市場への上場など、資金調達の試みを開始した。モナコにある投資銀行会社と契約を交わした後、グスは9ヵ月以内にハーランド・アンド・ウォルフ社で建設を開始すると主張した。設計は何度も変更され、2,600人の乗客を収容できる「世界最大の定期船」という謳い文句が生まれ、ヘリポートやプール、ディスコなどの計画も次々と発表されていった。2006年、何度も投資が決まらず、プロジェクトは頓挫した。